# NGC 3817
NGC 3817 (również PGC 36299, UGC 6657 lub HCG 58C) – galaktyka soczewkowata (SB0-a), znajdująca się w gwiazdozbiorze Panny. Odkrył ją John Herschel 18 stycznia 1828 roku. Jest to galaktyka z aktywnym jądrem typu LINER. Należy do zwartej grupy galaktyk Hickson 58 (HCG 58).